# Ернст Нобіс
Ернст Нобіс (нім. Ernst Nobis; 18 жовтня 1901, Ґрац — 7 березня 1963, Відень) — австрійський і німецький офіцер, оберст вермахту. Кавалер Лицарського хреста Залізного хреста з дубовим листям.

## Біографія
В 1928 році вступив у 8-й альпійський піхотний полк австрійської армії. Після аншлюсу автоматично перейшов у вермахт. Учасник Німецько-радянської війни, в тому числі боїв на Кавказі. В грудні 1942 року очолив збірну групу і відкинув наступаючі радянські війська. На початку 1943 року був важко поранений, евакуйований в тил і більше не брав участі в бойових діях. Після війни став цивільним службовцем Федерального міністерства оборони Австрії.

## Нагороди
- Медаль «За вислугу років у Вермахті» 4-го класу (4 роки)
- Залізний хрест
  - 2-го класу (14 жовтня 1939)
  - 1-го класу (29 червня 1941)
- Штурмовий піхотний знак в сріблі
- Лицарський хрест Залізного хреста з дубовим листям
  - лицарський хрест (21 січня 1942) — як гауптман і командир 2-го батальйону 204-го піхотного полку 97-ї легкої піхотної дивізії.
  - дубове листя (№ 151; 5 грудня 1942) — як оберстлейтенант і командир 204-го єгерського полку 97-ї єгерської дивізії.
- Медаль «За зимову кампанію на Сході 1941/42»
- Нагрудний знак «За поранення» в чорному